# NS série 8600
Les série 8600 sont des locomotives à vapeur de disposition 030T des Nederlandse Spoorwegen livrées entre 1912 et 1914 et utilisées pour les manœuvres. Les six premières auraient dû être livrées à un chemin de fer turc qui annula sa commande.
Utilisées par les chemins de fer étatiques jusqu’au début des années 1950, elles ont été en partie revendues aux usines sidérurgiques d'Ijmuiden.

## Histoire
Plusieurs compagnies de chemin de fer ottomanes se fournissaient régulièrement en Allemagne. L'une d'elles[Laquelle ?] ordonna à la Lokomotivfabrik Hohenzollern la construction de six locomotives-tender mais annula sa commande en 1912. L'identité de ce commanditaire est difficile à établir car aucune 030T livrée par Hohenzollern n'apparait à l'inventaire des chemins de fer nationaux turcs, qui ont repris l'effectif des anciennes compagnies. L'aspect et les caractéristiques de ces locomotives apparentées aux T3 prussiennes mais dotées d'une distribution Walschaerts est toutefois fort semblable à dix locomotives livrées par Henschel en 1918 aux chemins de fer militaires ottomans, dont elles se distinguent par la présence d'un surchauffeur.
Les compagnies de chemin de fer hollandaises, clients fréquents du constructeur de Düsseldorf, se montrent intéressées par ces machines susceptibles de compléter une flotte de locomotives de manœuvres conçues au XIXe siècle. Les Staatsspoorwegen immatriculent les six locomotives 621 à 626 et passent commande de six autres techniquement semblables, livrées de 1913 à 1914. Ces dernières, de longueur différente, se distinguent par la forme de l'abri et de l'avant de la chaudière, avec un support de boîte à fumée vertical et des carénages de cylindres différents donnant un aspect moins germanique. La série, toute version confondue, sera surnommée « de Turken » (les Turques).
En 1921, dans le cadre du rapprochement entre compagnies qui donnera ultérieurement naissance aux Nederlandse Spoorwegen, elles sont renumérotées 8601 à 8612. Affectées aux dépôts de Zwolle, Groningue et Heerlen lorsque éclate la Seconde Guerre mondiale, elles sont dispersées dans le pays et trois de celles de la première sous-série, endommagées par faits de guerre, sont radiées en 1947. La série étant jugée obsolète, les 8608 à 8610 sont retirées du service la même année, et rachetées par les KHNS (Koninklijke Nederlandse Hoogovens en Staalfabrieken (nl)) exploitant l'usine sidérurgique d'Ijmuiden. Les NS retirent les locomotives restantes de 1950 à 1952 et la firme métallurgique acquiert alors les 8611 et 8612 ; les autres sont démolies.
Les KHNS renumérotent les locomotives 37 à 39 et 42 à 43. Utilisées aux côtés d'autres locomotives-tender, elles servent en priorité à manœuvrer les rames de charbon, de minerai et d'acier au sein du complexe sidérurgique mais tractent aussi des trains d'ouvriers entre la ville et l'usine, via le pont ferroviaire (nl) de Velsen sur le canal de la Mer du Nord. Le remplacement du pont par un tunnel et l'arrivée de locotracteurs modernes signent la fin de cette série, dont les ultimes représentantes s'éteignent de 1957 à 1959. 

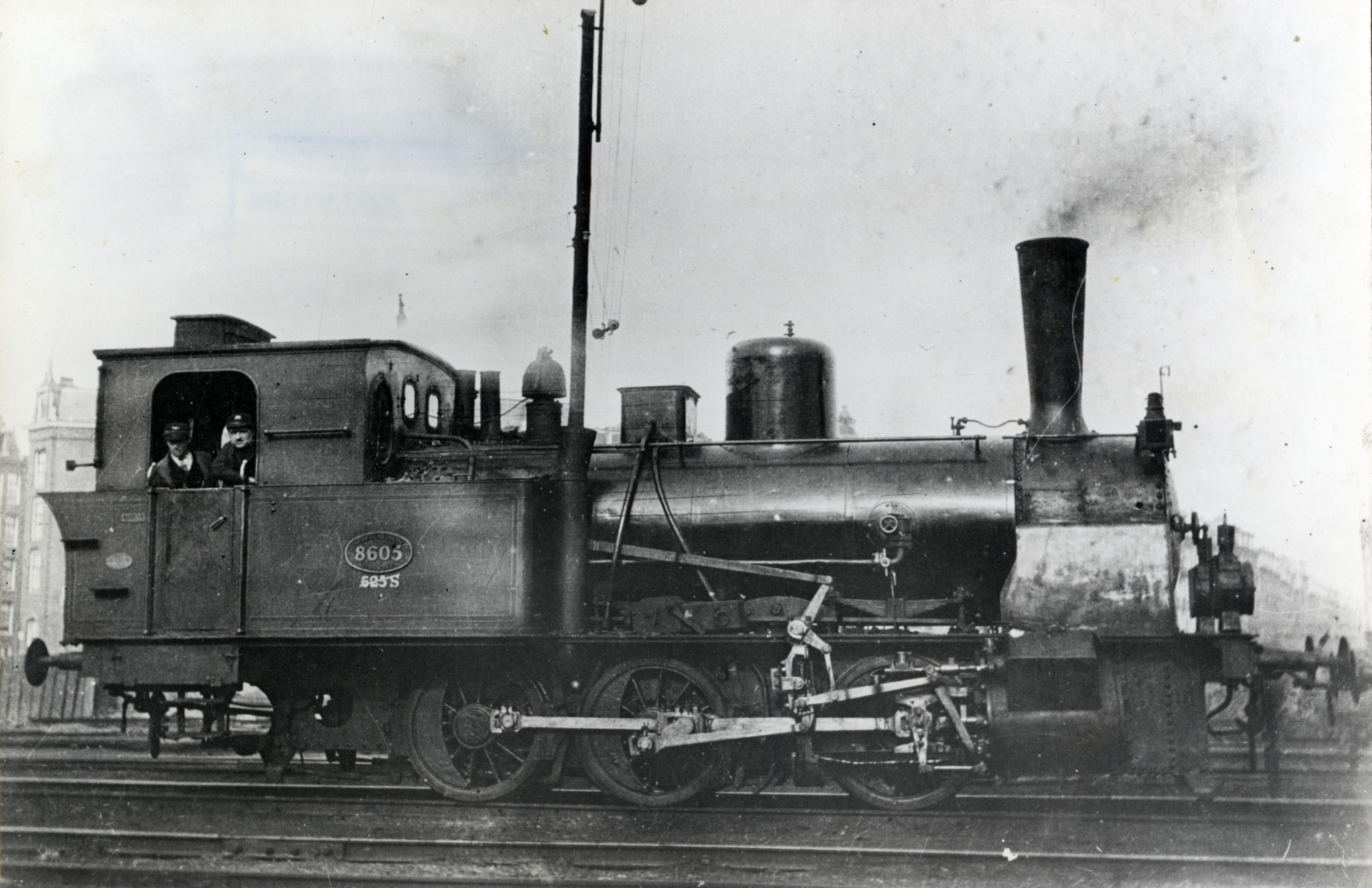
La 8605 en 1924, portant encore son matricule antérieur.
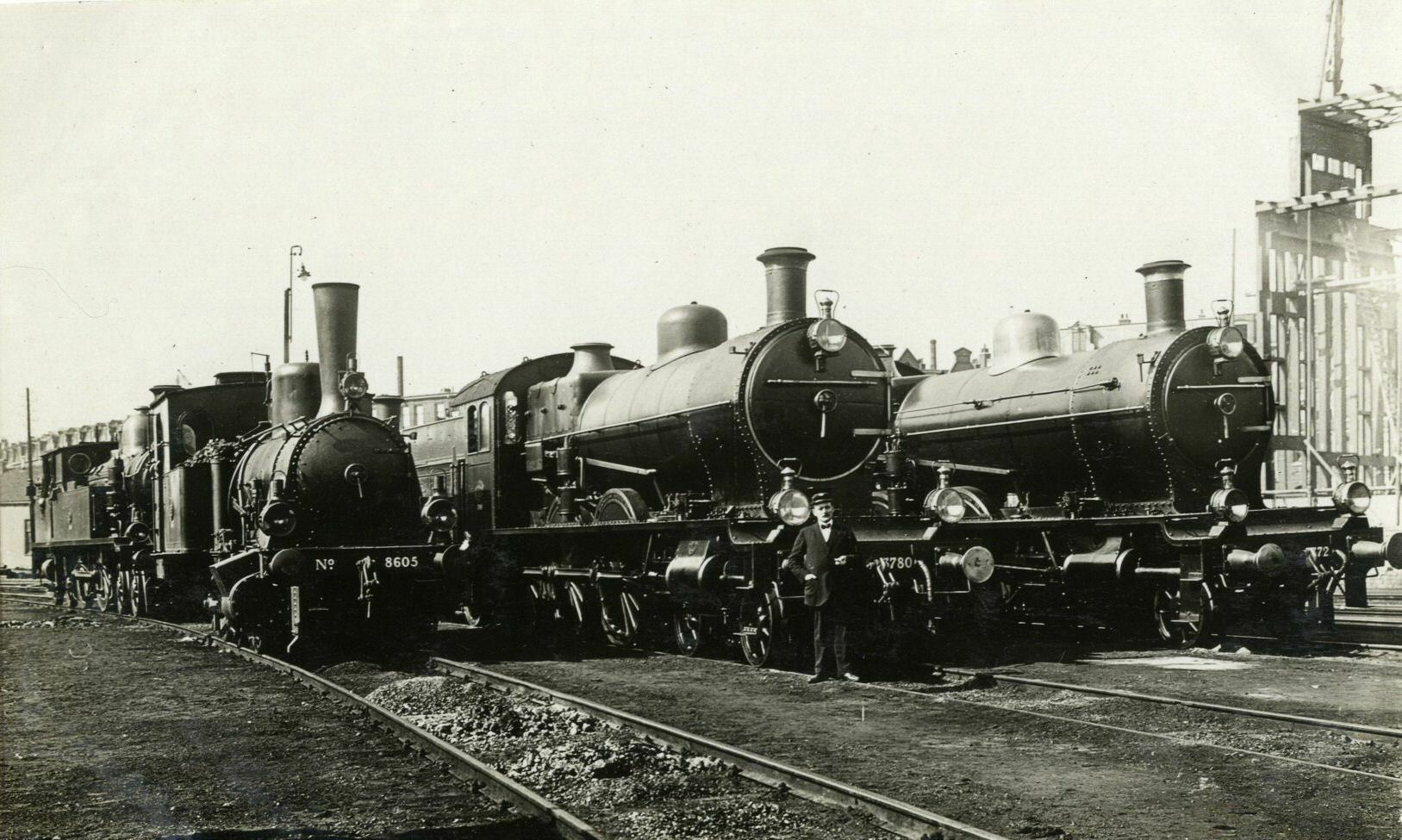
La même locomotive en 1935 aux côtés de deux NS série 3700.